# Etzella Ettelbruck
Football Club Etzella Ettelbruck – luksemburski klub piłkarski pochodzący z Ettelbruck, miasta w północno-wschodnim Luksemburgu.
W sezonie 2005/06 Etzella zajęła w krajowej lidze trzecie miejsce, co dało jej miejsce w kwalifikacyjnej rundzie Pucharu UEFA. W sezonie 2010/2011 drużyna spadła do niższej klasy rozgrywkowej Division d'Honneur.

## Historia
- 1917 – założenie klubu jako FC Etzella Ettelbruck
- 1940 – zmiana nazwy na FV Ettelbrück w czasie niemieckiej okupacji
- 1944 – przywrócenie dawnej nazwy
- 1971 – pierwszy sezon w luksemburskiej ekstraklasie
- 1981 – zmiana stadionu na Stade Am Deich
- 2001 – zdobycie Pucharu Luksemburga
- 2001 – debiut w europejskich pucharach (sezon 2001/02)

## Skład na sezon 2015/2016
| Nr | Poz. | Piłkarz              |
| -- | ---- | -------------------- |
| 1  | BR   | Leo Clement          |
| 2  | PO   | Alexander Adrian     |
| 3  | PO   | Felix Börner         |
| 4  | OB   | Bartłomiej Pietrasik |
| 5  | OB   | Johannes Kühne       |
| 6  | PO   | Cristiano Goncalves  |
| 8  | PO   | Frederico Esteves    |
| 9  | NA   | Frédéric Thill       |
| 11 | NA   | Amar Catic           |
| 12 | BR   | Luka Lazitch         |
| 14 | PO   | Ernest Agovic        |

| Nr | Poz. | Piłkarz              |
| -- | ---- | -------------------- |
| 15 | BR   | Tiago                |
| 17 | NA   | Xavier Novic         |
| 19 | OB   | Ugur Dündar          |
| 20 | PO   | Kevin Holtz          |
| 22 | PO   | André Bastos         |
| 23 | OB   | Lex Nicolay          |
| 25 | NA   | Claudio Teixeira     |
| 30 | OB   | Shahin Faridonpur    |
| 31 | OB   | Joël Magalhaes       |
| 32 | OB   | Cataldo Cozza        |
| 33 | PO   | Francisco Cavalcanti |

## Sukcesy
- Puchar Luksemburga

Zwycięstwo (1x): 2000/01
Drugie miejsce (3x): 2002/03, 2003/04, 2018/19

## Europejskie puchary
Legenda do wszystkich tabel:
- Q – runda eliminacyjna, 1/16, 1/8, 1/4, 1/2 – odpowiednia faza rozgrywek, Grupa – runda grupowa, 1r gr – pierwsza runda grupowa, 2r gr – druga runda grupowa, F – finał, R – runda, PO – play-off
- k. – rzuty karne, los. – losowanie, Dogr. – dogrywka, w. – zasada bramek strzelonych na wyjeździe

| Sezon   | Rozgrywki        | Runda | Klub               | Dom | Wyjazd | Ogólnie |
| ------- | ---------------- | ----- | ------------------ | --- | ------ | ------- |
| 2001/02 | Puchar UEFA      | Q     | Legia Warszawa     | 0–4 | 1–2    | 1–6     |
| 2003/04 | Puchar UEFA      | Q     | NK Kamen Ingrad    | 1–2 | 0–7    | 1–9     |
| 2004/05 | Puchar UEFA      | 1Q    | FC Haka            | 1–3 | 1–2    | 2–5     |
| 2005/06 | Puchar UEFA      | 1Q    | ÍBK Keflavík       | 0–4 | 0–2    | 0–6     |
| 2006/07 | Puchar UEFA      | 1Q    | Åtvidabergs FF     | 0–3 | 0–4    | 0–7     |
| 2007/08 | Puchar UEFA      | 1Q    | HJK Helsinki       | 0–1 | 0–2    | 0–3     |
| 2008    | Puchar Intertoto | 1R    | Lokomotiwi Tbilisi | 0–0 | 2–2    | 2–2, w. |
| 2008    | Puchar Intertoto | 2R    | Saturn Ramienskoje | 1–1 | 0–7    | 1–8     |